# Death of a Unicorn
Death of a Unicorn ist eine Horrorkomödie von Alex Scharfman. Der Film mit Paul Rudd und Jenna Ortega in den Hauptrollen feierte im März 2025 beim South by Southwest Film Festival seine Premiere. Anfang Mai 2025 kam der Film in die deutschen Kinos.

## Handlung
Elliot Kintner will mit seiner Tochter Ridley seinem Boss Odell Leopold einen Besuch abstatten. Auf dem Weg dorthin fahren sie in der kanadischen Wildnis versehentlich ein junges Einhorn an. Da sie sich mitten in einem Naturschutzgebiet befinden, packen sie das tote Tier in ihren Mietwagen und nehmen es mit zu Leopold. Der Milliardär lebt mit seiner Ehefrau Belinda und Sohn Shepard in einer luxuriösen Villa. Als die Wissenschaftler der Leopolds feststellen, dass das Fleisch, Blut und vor allem das Horn des Einhorns Ridleys Akne und Elliots Allergien geheilt hat, versuchen Dr. Song und Dr. Bhatia, die Bereitschaftsärzte von Leopold, aus dem Horn des Einhorns ein injizierbares Serum zu synthetisieren, das den an Krebs erkrankten Hausherrn heilen kann.
Sie alle ignorieren dabei Ridleys Warnungen, dass Einhörner mittelalterlichen Sagen zufolge in Wirklichkeit bösartige Monster sind. Das erkennen auch die Leopolds, als plötzlich die Elterntiere auf der Suche nach ihrem Jungen bei ihnen auftauchen.

## Produktion

### Filmstab, Besetzung und Synchronisation
Regie führte Alex Scharfman, der auch das Drehbuch schrieb. Es handelt sich bei Death of a Unicorn um sein Spielfilmdebüt.
Paul Rudd spielt Elliot Kintner und Jenna Ortega seine Tochter Ridley. Richard E. Grant spielt Elliots Boss, den Milliardär Odell Leopold, Téa Leoni dessen Ehefrau Belinda und Will Poulter ihren Sohn Shepard. Anthony Carrigan spielt Griff, den Butler der Leopolds. Steve Park und Sunita Mani spielen Dr. Song und Dr. Bhatia, die Bereitschaftsärzte von Leopold, die aus dem Horn des Einhorns ein injizierbares Serum zu synthetisieren versuchen, das Odell Leopold, der an Krebs erkrankt ist, auf mysteriöse Weise heilt. Weiter auf der Besetzungsliste findet sich Jessica Hynes.
Die deutsche Synchronisation entstand nach einem Dialogbuch von Sabine Frommann und Cornelius Frommann und der Dialogregie von Martin Halm im Auftrag der Iyuno Germany GmbH in München.

### Dreharbeiten und Filmmusik
Die Dreharbeiten begannen im Juli 2023 in Ungarn. Die Produktion erhielt eine Ausnahmegenehmigung, um während des SAG-AFTRA-Streiks 2023 weitergeführt zu werden, da A24 nicht Teil der Alliance of Motion Picture and Television Producers ist. Als Kameramann fungierte Larry Fong, der zuletzt für Filme wie The Tomorrow War und Damsel tätig war.
Für die Filmmusik wurden im November 2023 zunächst John Carpenter, Cody Carpenter und Daniel Davies engagiert, ehe sie im Februar 2025 durch Dan Romer und Giosuè Greco ersetzt wurden. Das Soundtrack-Album mit insgesamt 17 Musikstücken wurde am 27. März 2025 von A24 Music als Download veröffentlicht. Kurz später erschien der Song DOA als Single.

### Marketing und Veröffentlichung
Der offizielle Trailer, der am 18. Dezember 2024 veröffentlicht wurde, enthält eine Version des Songs Good Vibrations der amerikanischen Rockband The Beach Boys. Die Premiere des Films fand am 8. März 2025 beim South by Southwest Film Festival statt. Der Kinostart durch A24 ist im weiteren Verlauf des Jahres 2025 geplant. Am 1. Mai 2025 kam der Film in die deutschen Kinos.

## Rezeption
Von den bei Rotten Tomatoes aufgeführten Kritiken sind 55 Prozent positiv.
Chris Schinke schreibt in seiner Kritik für Blickpunkt:Film, selten habe man Sympathieträger Paul Rudd so blass erlebt wie in Alex Scharfmans Film, der viele filmische Tonalitäten miteinander in Einklang zu bringen versucht, aber es schlussendlich an Harmonie fehlen lasse. Die Trümpfe von Death of a Unicorn würden im durchdachten Produktionsdesign von Amy Williams und der effektiven Fotografie von Kameramann Larry Fong liegen, die aus dem Luxusanwesen eine labyrinthische Todesfalle machten. Man merke Regisseur Scharfmann jedoch Freude und Eifer beim Inszenieren seiner zitatreichen Genrevariation an: „Ein bisschen Jurassic Park, eine Priese The Abominable Snowman und Creature from the Black Lagoon, sachte E.T.-Vibes und John-Carpenter-Anklänge beseelen seine ambitionierte Horror-Comedy von Minute eins an.“ Leider fehle es den wilden Einhörnern jedoch insgesamt am rechten Biss, und so richtig aus den Zuschauersitzen aufzuschrecken, vermögen die CGI-lastigen Urviecher ihr Publikum nicht. Auch das Comedy-erfahrene Ensemble dürste geradezu nach besseren und giftigeren Spitzen und Pointen, die Scharfmans Skript einfach nicht hergibt. Einzig Will Poulter und der famose Komödiant Anthony Carrigan zeigten durch beherzten Körpereinsatz und Situationskomik große Klasse.